# De brug van Estaban
De brug van Estaban is een hoorspel naar Bridge of Estaban. A Comedy in Three Acts van Arthur Swinson. De VARA zond het uit op maandag 24 december 1951 (met een herhaling op woensdag 30 juli 1952). De regisseur was S. de Vries jr., met assistentie van Jan C. Hubert. De uitzending duurde 53 minuten.

## Rolbezetting
- Mien van Kerckhoven-Kling (Doña Fernanda)
- Fé Sciarone (Corita)
- Anton Burgdorffer (vader José)
- Peronne Hosang (Señora Maria)
- Jan Borkus (Pedro)
- Jack Grimberg (kapitein)
- Johan Wolder (korporaal)
- Jan Teulings (kolonel Wosbeck)
- Gijsbert Tersteeg (generaal Pickton)
- Willem de Vries (Don Julian)

## Inhoud
Engelse en Franse legers vechten hun oorlog uit op Spaans grondgebied. De bewoonster van een buitenhuis, bij de brug van Estaban gelegen, heeft haar eigen manier om de vrede te bewaren…